# Fritillaria meleagris
Fritillaria meleagris, de nome comum cabeça-da-cobra, é uma espécie de plantas herbáceas pertecente à família Liliaceae.

## Descrição
Mede entre 20 e 40 centímetros de altura e possui um bulbo esférico que contém veneno alcaloide. Seu caule é ereto e suas folhas, em número de três a cinco, apresentam coloração verde-cinza. As flores são rosa escuro, variado com roxo e branco. O fruto é uma cápsula subesférica.